# Haydée
Haydée is een figuur in de roman De Graaf van Monte Cristo (1844) van Alexandre Dumas.
Haydée is de dochter van Ali Pasja van Ioannina  en Vasiliki. Haydée wordt op driejarige leeftijd geconfronteerd met het verraad van Fernando Mondego. Haydée weet zich dit nog goed te herinneren doordat Fernando een litteken op zijn hand heeft. Tijdens de Turkse oorlog is haar vader verraden door Fernando Mondego en is zij samen met haar moeder verkocht als slavin. Op het moment dat haar moeder het hoofd van Ali op een spies ziet staan, sterft zij ter plekke en is Haydée wees. Monte Cristo heeft haar tijdens een van zijn reizen gekocht en voedt haar op alsof ze zijn eigen dochter is. Door de jaren heen is er een intieme band tussen de twee ontstaan.
In Parijs ontmoet Albert burggraaf de Morcerf Haydée thuis bij Monte Cristo. Albert, nieuwsgierig naar haar verhaal, komt te weten wat er met haar is gebeurd. Monte Cristo verzoekt haar in elk geval niet de naam van Fernando te zeggen. Albert is zeer onder de indruk van het verhaal.
Haydée verklaart voor de eerste kamer dat zij de dochter is van Ali Pasja en Vasiliki en dat zij tijdens de oorlog door Fernando Mondego, thans Graaf van Morcerf, is verraden en verkocht. Fernando wordt met de beschuldigingen geconfronteerd en weet zich niet te redden. Haydée heeft haar familie gewroken en de wraak van Monte Cristo is compleet. 
Haydée neemt bij Monte Cristo een speciale plek in. Haydée vertrekt samen met Monte Cristo naar verre oorden en wordt -naar men moet aannemen-  gelukkig met Monte Cristo.